# Masan

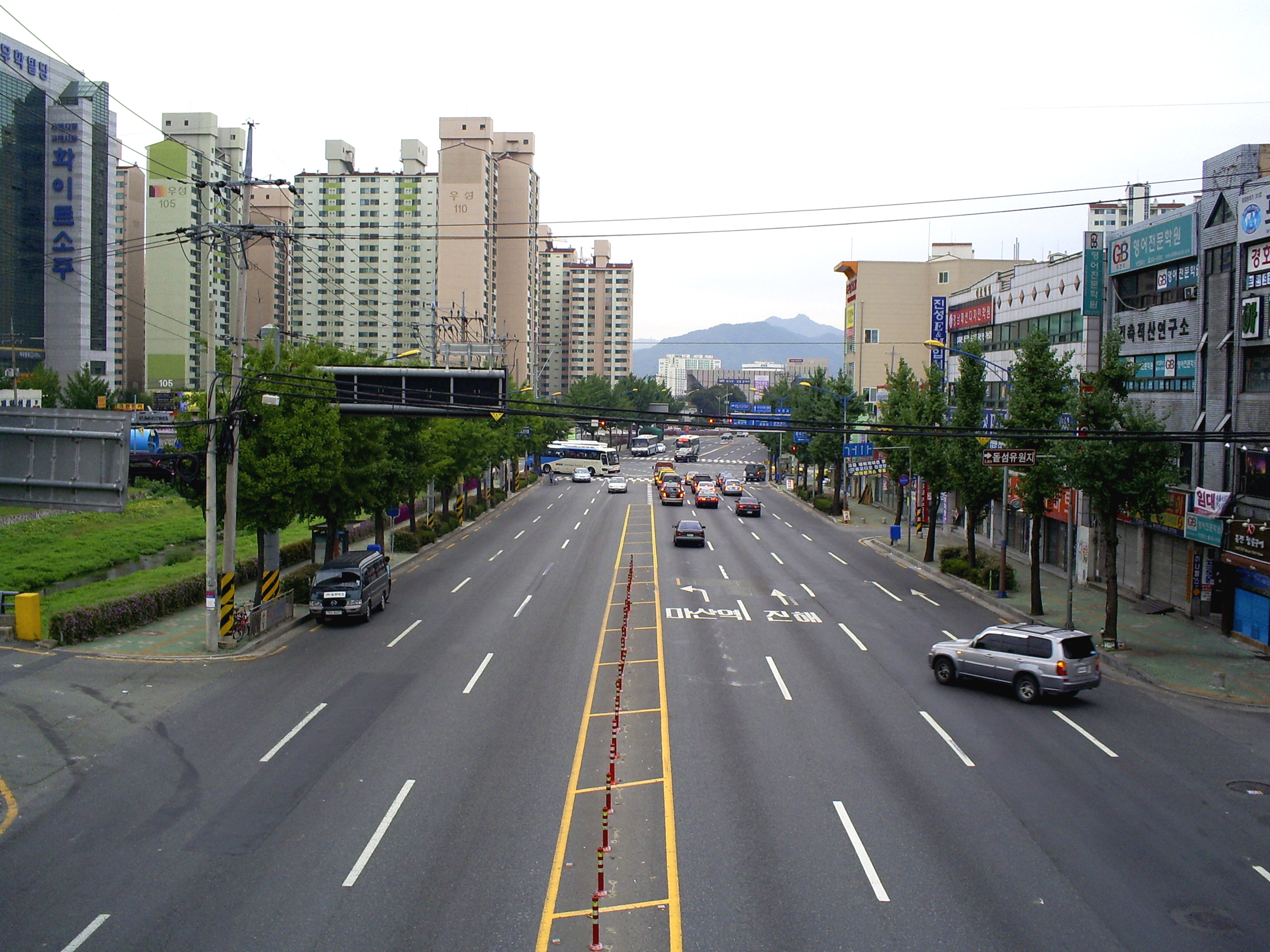
Gata i Masan.

Masan (hangul 마산시, hanja 馬山市) är en tidigare stad i provinsen Södra Gyeongsang i Sydkorea. Masan slogs 2010 samman med grannstaden Changwon och utgör numera två stadsdistrikt, Masanhappo-gu och Masanhoewon-gu.
Folkmängden i den dåvarande staden var 409 776 invånare i slutet av 2009, varav 310 714 invånare bodde i själva centralorten. Masans yta uppgår till 330 kvadratkilometer.